# استون لیک (حوزه سرشماری)، ویسکانسین
استون لیک (به انگلیسی: Stone Lake) یک منطقهٔ مسکونی در ایالات متحده آمریکا است که در ویسکانسین واقع شده‌است. استون لیک ۱۷۸ نفر جمعیت دارد و ۴۰۱٫۱۲ متر بالاتر از سطح دریا واقع شده‌است.